# Aversa
Aversa (AFI: /aˈvɛrsa/, Averza in dialetto aversano) è un comune italiano di 49 046 abitanti della provincia di Caserta in Campania.
Fondata dai Normanni nel 1030 e sede dell'antica contea di Aversa, la città è posta al centro di un territorio pianeggiante conosciuto come Agro aversano, vasta area rurale dell'antica Terra di Lavoro nota anche come Campania Felix. Il nome della città deriva dal luogo della sua fondazione Sancti Pauli ad Averze. La radice del suo nome richiama quello di Velsu, una delle dodici antiche città etrusche non ancora individuate. Con il passare delle generazioni è stato poi corretto in Verzelus, Versaro e successivamente in Aversa.
Dal 1053 è sede vescovile della diocesi di Aversa ed è famosa anche per la produzione della mozzarella di bufala, del vino asprinio e del dolce di pasta lievitata chiamato polacca. Prima dell'avvento del proibizionismo della cannabis, è stata uno dei maggiori centri italiani per la produzione di canapa.

## Geografia fisica

### Territorio
Aversa è il centro di riferimento dell'agro aversano, territorio sito amministrativamente in provincia di Caserta ma di fatto confinante con l'area metropolitana di Napoli.
Aversa è in piena pianura Campana, situata tra i Regi Lagni e il Lago Patria, al centro di una vasta area pianeggiante di antica vocazione agricola ed è caratterizzata da un dislivello che varia dai 64 ai 30 m s.l.m. La morfologia del territorio, unita alla fertilità del terreno e alle antiche e recenti opere di bonifica e di risistemazione del suolo, sono ancora oggi elementi strategici nella costruzione del paesaggio.
Dal punto di vista sismico il territorio comunale si trova, stando alla classificazione della Protezione Civile, in zona 2 (soggetta a sismicità medio-alta).

### Clima
La zona climatica di Aversa è di fascia C; di conseguenza l'accensione degli impianti termici di cui al D.P.R. n. 412 del 26 agosto 1993 è consentita dal 15 novembre al 31 marzo per un massimo di dieci ore giornaliere.
Il clima di Aversa è di natura mediterranea, con inverni miti ed estati calde. Le medie invernali sono di solito inferiori ai 10 °C; le medie estive sono di 23 °C (con valori massimi che possono toccare i 30 °C). Le precipitazioni si concentrano principalmente tra ottobre e gennaio, subendo significative diminuzioni nel periodo estivo.

## Storia

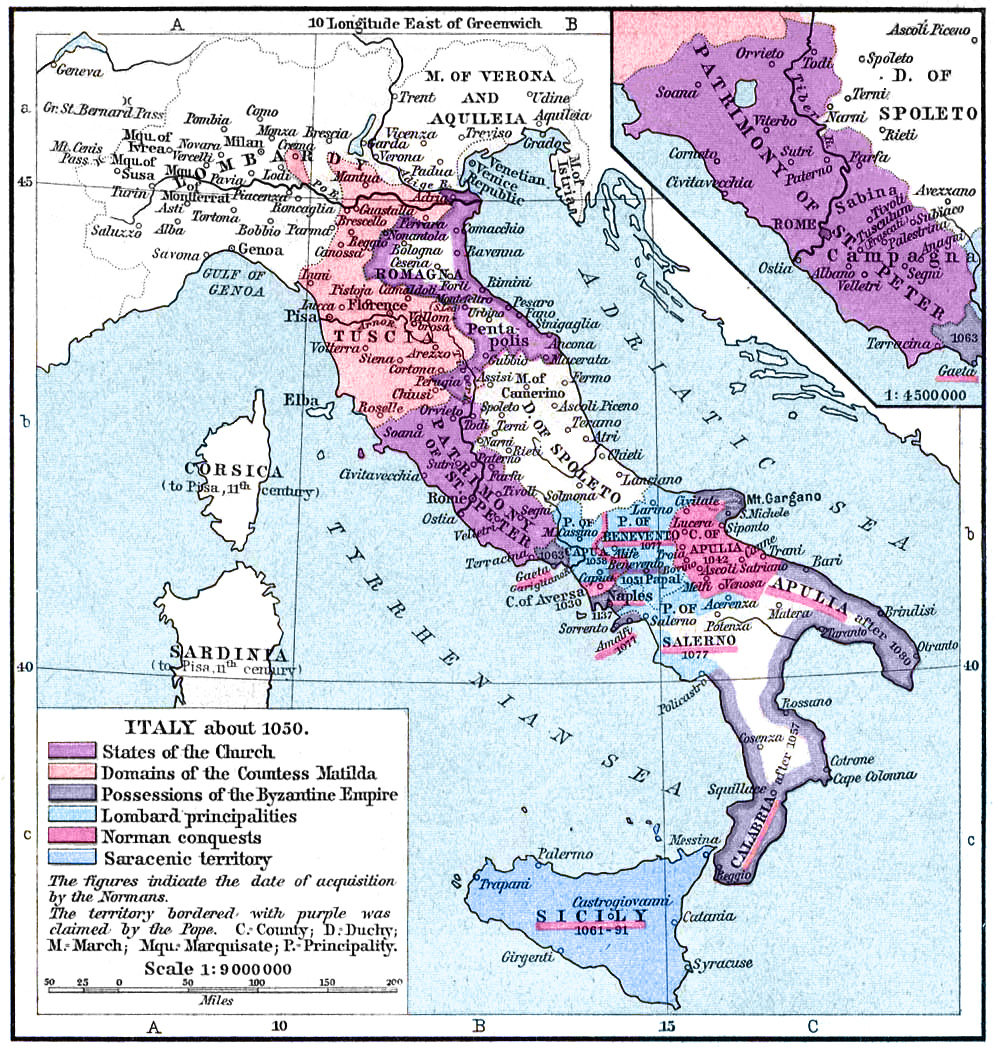
Questa cartina mostra la Contea di Aversa subito a nord di Napoli

### L'età antica e il primo nucleo abitato
Prima dell'avvento dei Normanni, nell'XI secolo, la città non esisteva ancora e il territorio era popolato da piccoli raggruppamenti, casali e ville. Quasi al centro di una delle vie romane esisteva il casale Sancti Pauli ad Averze. Di forma pressoché circolare, situato a breve distanza dal corso del Clanio, nell'area compresa tra la via Consolare Campana e la via Atellana, in una posizione di dominio delle principali vie di comunicazione tra il nord e il sud e tra i paesi interni e il mare, solo con l'avvento dei Normanni il piccolo casale cominciò ad avere un assetto ben definito. Con ogni probabilità si trattava di uno stanziamento di tipo religioso, legato alla originaria chiesa di San Paolo.

### La fondazione e il periodo normanno
Aversa fu fondata ufficialmente da Rainulfo Drengot, che nel 1030 ne divenne primo conte su investitura di Sergio IV duca di Napoli e poi confermato, nel 1038, dell'imperatore Corrado II. Dodici furono i conti normanni che ressero le sorti della città di Aversa, che da piccolo borgo, grazie alla politica di asilo incominciata da Rainulfo, divenne una piccola capitale, da dove partirono le conquiste normanne dell'Italia meridionale. Il più importante dei conti fu senza dubbio Riccardo Drengot, l'unico che seppe tener testa a Roberto il Guiscardo. Il conte aversano condusse, nella battaglia contro le truppe pontificie a Civitate del Fortore, in Capitanata nella piana del Fortore, i suoi normanni alla vittoria, imprigionando papa Leone IX. L'astuto Riccardo I però non trattò il pontefice da prigioniero, ma lo scortò a Roma con tutti gli onori. Questo gesto gli valse la conciliazione con la Chiesa, la cancellazione della scomunica e l'investitura di Aversa a Diocesi.

### Il periodo degli Angioini

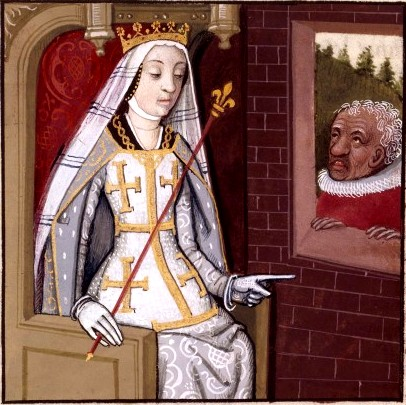
Giovanna I d'Angiò, Regina di Napoli

Dopo la dinastia normanna e quella sveva, fu la volta degli Angioini. Nel 1285, con Carlo II d'Angiò e Roberto d'Angiò, la città visse un periodo florido. Gli Angioini scelsero la città come meta per la caccia. Tanto che il castello reale, di cui oggi restano poche tracce nella centralissima via Roma, nei pressi della parrocchia della Madonna di Casaluce, per lunghi periodi ospitava la corte angioina. In particolare la regina Giovanna I, scelse Aversa come sua sede preferita. Ed è proprio nel castello aversano, che si consumò una delle pagine più cruente della storia del XIV secolo. Qui alcuni nobili napoletani capeggiati da Carlo di Durazzo, pretendente al trono di Napoli, forse in congiura con la stessa regina Giovanna I, uccisero, lanciandolo da una finestra con un cappio al collo, il principe consorte dell'angioina, Andrea d'Ungheria.

Stemma di Andrea d'Ungheria

Il cruento assassinio del giovane principe non rimase impunito. Il fratello, il re Luigi d'Ungheria, con l'esercito scese in Italia, e dopo aver attraversato l'intera penisola, si fermò nel castello di Aversa. Qui tramò la sua vendetta, con Giovanna I che scappò ad Avignone e i nobili, invitati a un pretestuoso banchetto di riconciliazioni, incarcerati e sommariamente processati. Addirittura Carlo di Durazzo fu impiccato dalla stessa finestra del principe ungherese.
Nel 1320 nacque la Real Casa dell'Annunziata, istituto benefico, orfanotrofio e in seguito anche ospedale psichiatrico, che ha segnato la vita e lo sviluppo sociale dell'intera comunità aversana. Numerose furono poi le chiese e i monasteri edificati per volere dei d'Angiò, come la chiesa di San Luigi dei Francesi (oggi dedicata a San Domenico), fatta erigere dal nipote, re Carlo II d'Angiò e la chiesa di San Nicola.

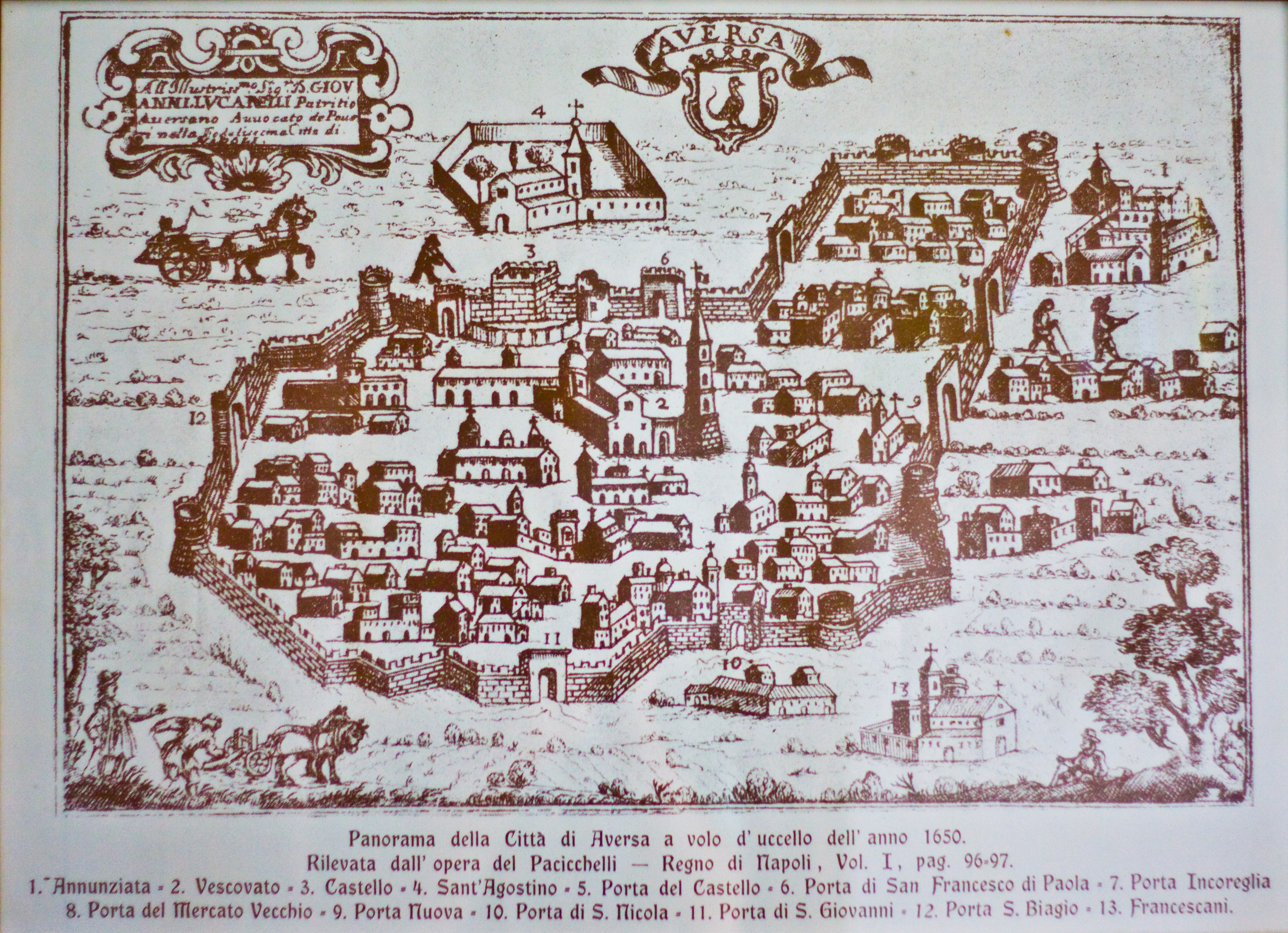
Aversa nel 1650

### Gli Aragonesi e la peste del 1656
Con gli Aragonesi la città continuò a godere di alcuni privilegi, ma la sua importanza cominciò a declinare a partire dalla discesa di Carlo VIII di Francia, nel 1494, tanto che nel 1503 divenne un centro periferico per lo spopolamento, dovuto all'epidemia di peste.
Nel periodo spagnolo Aversa decadde ulteriormente a causa della peste del 1656. Questo avvenimento causò la perdita di buona parte della popolazione. Il calo demografico e le ristrettezze economiche determinarono un freno dello sviluppo. Durante il primo periodo borbonico Aversa ospitò re Carlo di Borbone, poi Carlo III di Spagna, tra l'aprile e il maggio del 1734, nel Palazzo Ventignano e dove ritornò nel 1738 con la moglie Maria Amalia di Sassonia.

### Dal XVIII al XX secolo
Dopo la breve Repubblica Partenopea, ci fu il ritorno dei Borbone, poi con il Regno di Napoli napoleonico di Giuseppe Bonaparte vi furono due innovazioni: la fine del sistema feudale e la statalizzazione dei beni ecclesiastici. Nella città molti ordini scomparvero e i loro beni passarono allo Stato. Nel 1813 i frati Minori lasciarono il Convento della Maddalena che fu occupato dall'Ospedale Psichiatrico, mentre il Convento di San Lorenzo fu trasformato in Orfanotrofio militare.
Gioacchino Murat, re di Napoli, ebbe le chiavi della città di Aversa, dove fondò il Convitto delle Orfanelle di Sant'Agostino e istituì il Banco dei Pegni. Quando ritornò Ferdinando I nel 1815 vi furono malcontenti che portarono a veri e propri moti. Nei tumulti si tentò di imprigionare il vescovo Tommasi che fu poi ucciso nel 1821. I moti culminarono con la cattura di molti carbonari.

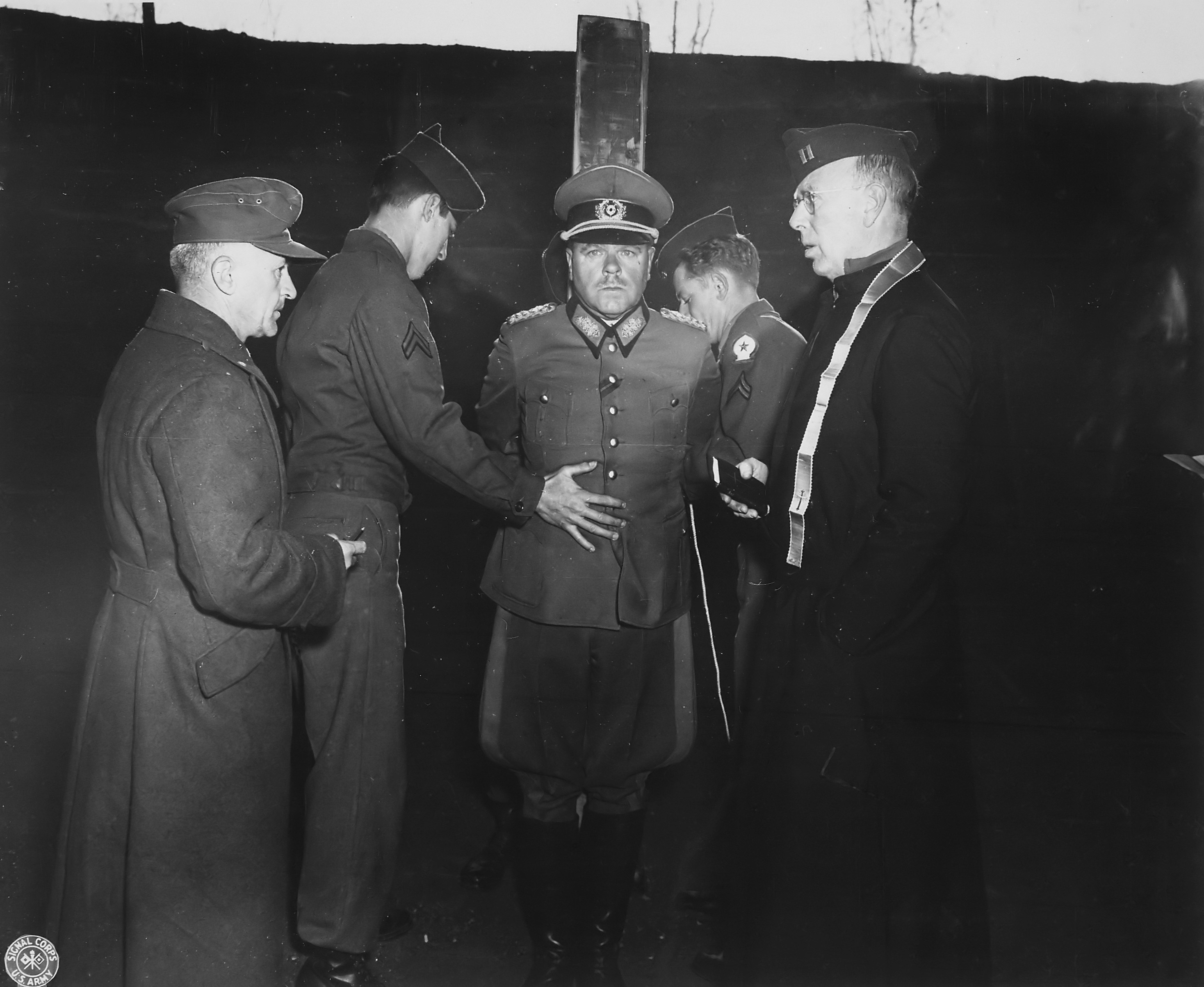
Dostler legato a un palo prima dell'esecuzione

Il 1º dicembre 1945, finita la seconda guerra mondiale, fu fucilato ad Aversa il generale della Wehrmacht Anton Dostler, condannato per crimini di guerra, per aver fatto fucilare i soldati alleati prigionieri di guerra. L'esecuzione è stata fotografata e filmata con immagini in bianco e nero. Un evento successivo che ha segnato la storia aversana del XX secolo, è stato il terremoto del 1980, che vide la città come il luogo più lontano dall'epicentro (l'Irpinia) nel quale si siano registrate vittime. Morirono infatti cinque persone nella Parrocchia dei Santi Filippo e Giacomo (Santuario Maria Regina della famiglia) in via Roma. Nell'ottobre del 1990 le venne concesso il titolo di città con decreto del presidente della Repubblica del 10 ottobre 1990 ed il mese successivo dello stesso anno fu meta di una delle visite pastorali di Giovanni Paolo II; ospitò poi l'ottava tappa del giro d'Italia 1992 e nello stesso anno divenne città universitaria con l'insediamento delle strutture della Seconda Università degli Studi di Napoli, infine nel 2012 è divenuta sede del tribunale ordinario di "Napoli Nord".

### Simboli
Lo stemma in uso è stato riconosciuto con decreto del Capo del Governo del 18 luglio 1931. Il Comune si identifica con lo stemma: Basilisco in oro su fondo blu con la scritta, fuori campo grafico: Qui sub ingesta iacuit Basiliscus harena, invictum liber protulit ille caput e con il gonfalone attuale costituito da un drappo di azzurro concesso con regio decreto del 26 febbraio 1934.
L'emblema della città di Aversa raffigura un gallo basilisco, con la punta delle ali e la coda a forma di serpente. Perfetta sintesi culturale tra l'origine d'oltralpe dei Normanni fondatori di Aversa (il cui simbolo era appunto il gallo) e la tradizione osca locale che aveva eletto il basilisco, re dei serpenti, a emblema dell'eternità. La traduzione del motto è: "Il Basilisco che giacque sull'arena, libero risollevò il capo invitto". In origine "l'arme" della città era raffigurata dal solo gallo, che non compare per la prima volta nelle terre aversane con la venuta dei galli normanni, difatti era già stato adottato nell'antichità, in particolar modo, nelle monete.
Dopo che Aversa risorse dai danni provocati dalla peste del 1496 che decimò buona parte della popolazione, venne aggiunto al gallo il basilisco, altro simbolo antichissimo della Liburia.

## Monumenti e luoghi d'interesse
Il centro storico è costituito da numerose chiese da cui deriva il nome di "città dalle cento chiese" con una moltitudine di opere artistiche e architettoniche di competenza della diocesi di Aversa.
Nelle chiese aversane sono presenti opere di importanti pittori: Guido da Siena, Angiolillo Arcuccio, Colantonio, Polidoro da Caravaggio, Marco Pino da Siena, Guercino, Pietro da Cortona, Pietro Negroni detto il Giovane Zingaro, Josè de Ribeira detto lo Spagnoletto, Cornelis Smet, Teodoro d'Errico, Massimo Stanzione, Paolo De Matteis, Francesco Solimena, Francesco De Mura.
Le architetture religiose di Aversa costituiscono una parte fondamentale del patrimonio monumentale della città: la cattedrale di San Paolo costituisce il fulcro della vita religiosa della diocesi. La sua costruzione risale al XI secolo. Le architetture civili consistono in diversi edifici e altri monumenti che accompagnano la storia della città da molti secoli, come Palazzo Golia, Palazzo Gaudioso e il sedile di San Luigi. Il nucleo urbano fu cinto da una struttura di difesa muraria con cinque porte, inoltre sin dalle origini Aversa fu dotata di castelli fortificati come Castello Angioino e Castello Aragonese. Tra i parchi, il Parco "Salvino Arturo Pozzi" è il principale polmone verde della città.

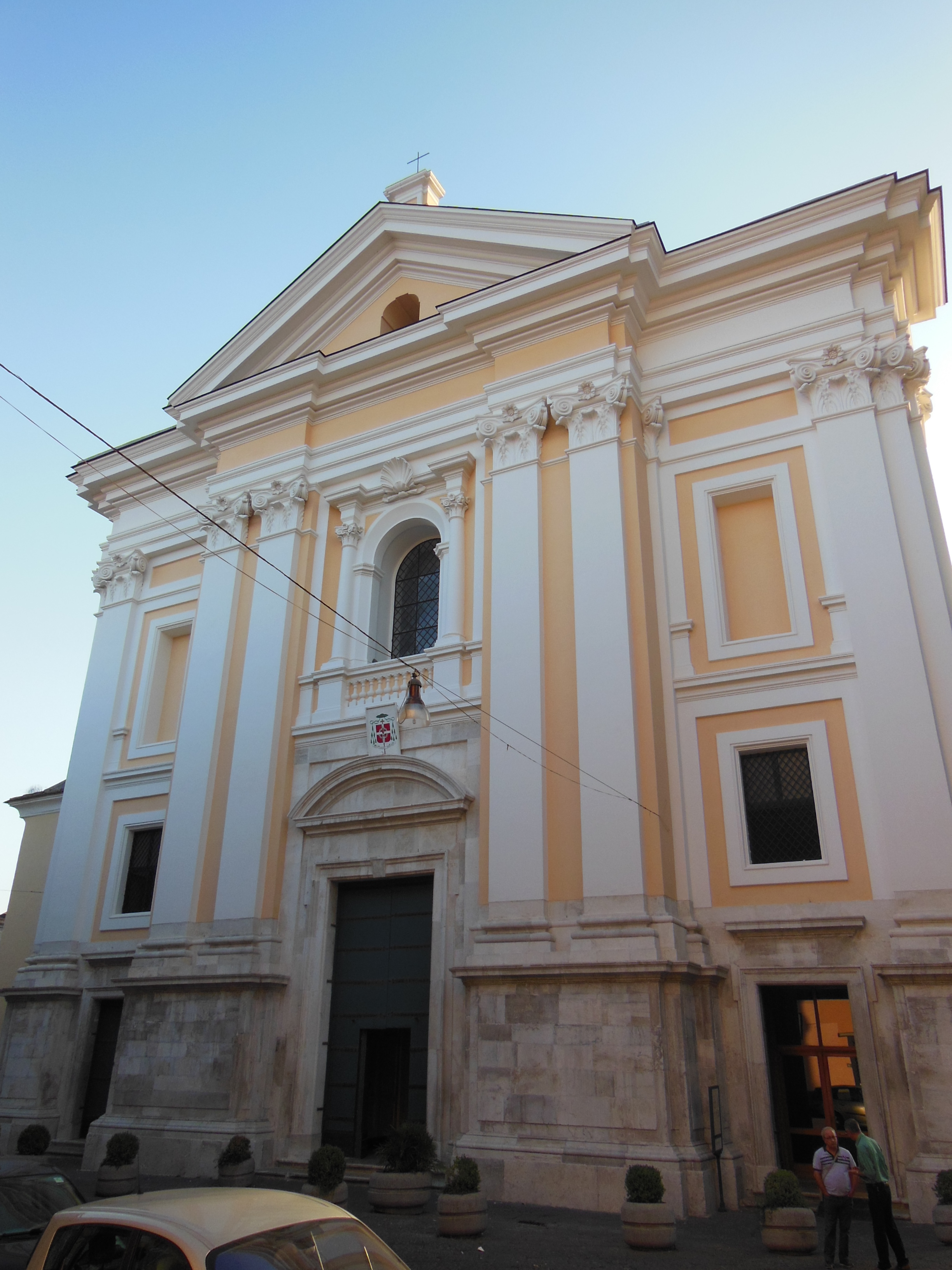
Cattedrale di San Paolo
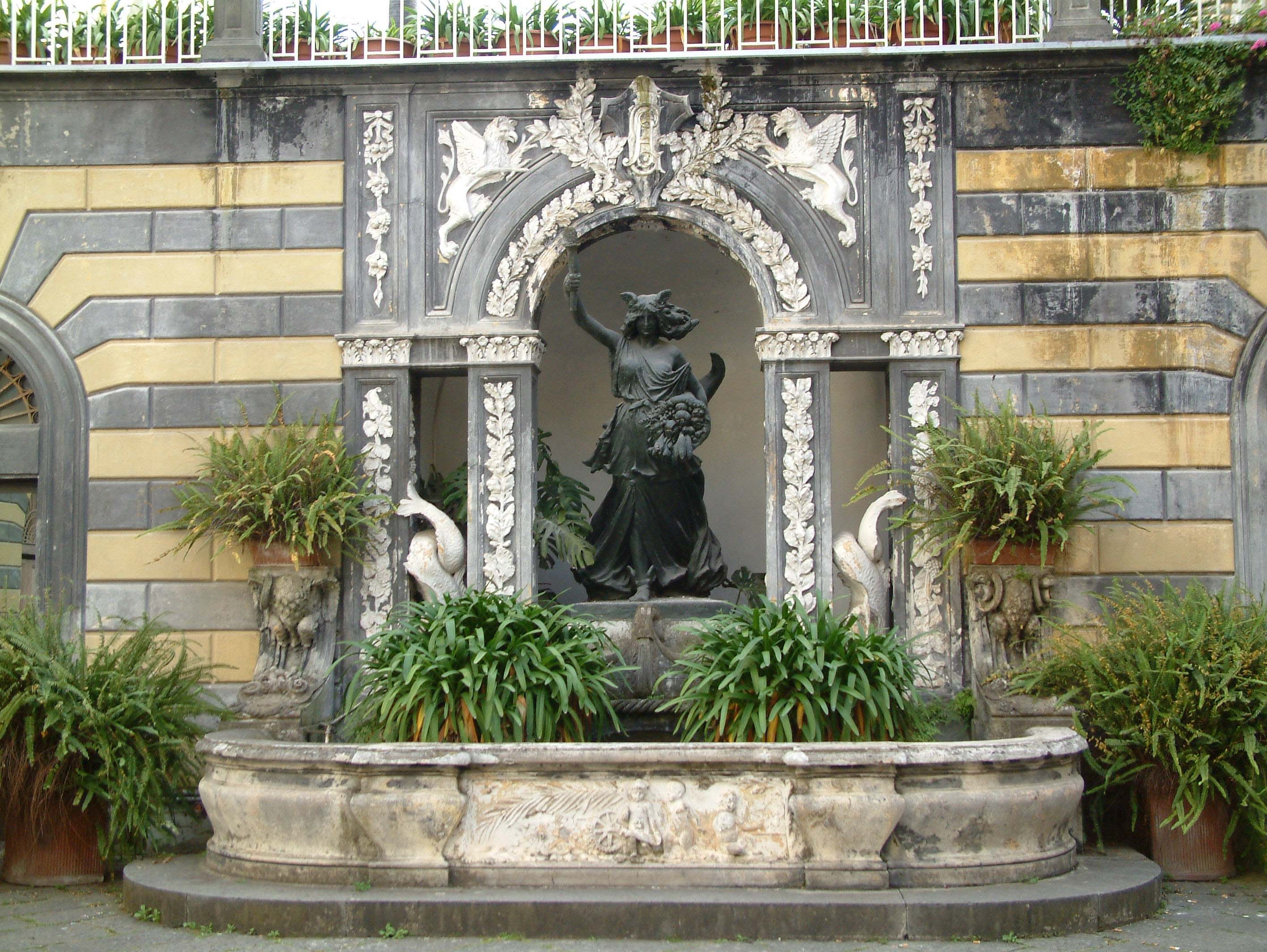
Cortile di Palazzo Golia con la statua della Campania Felix
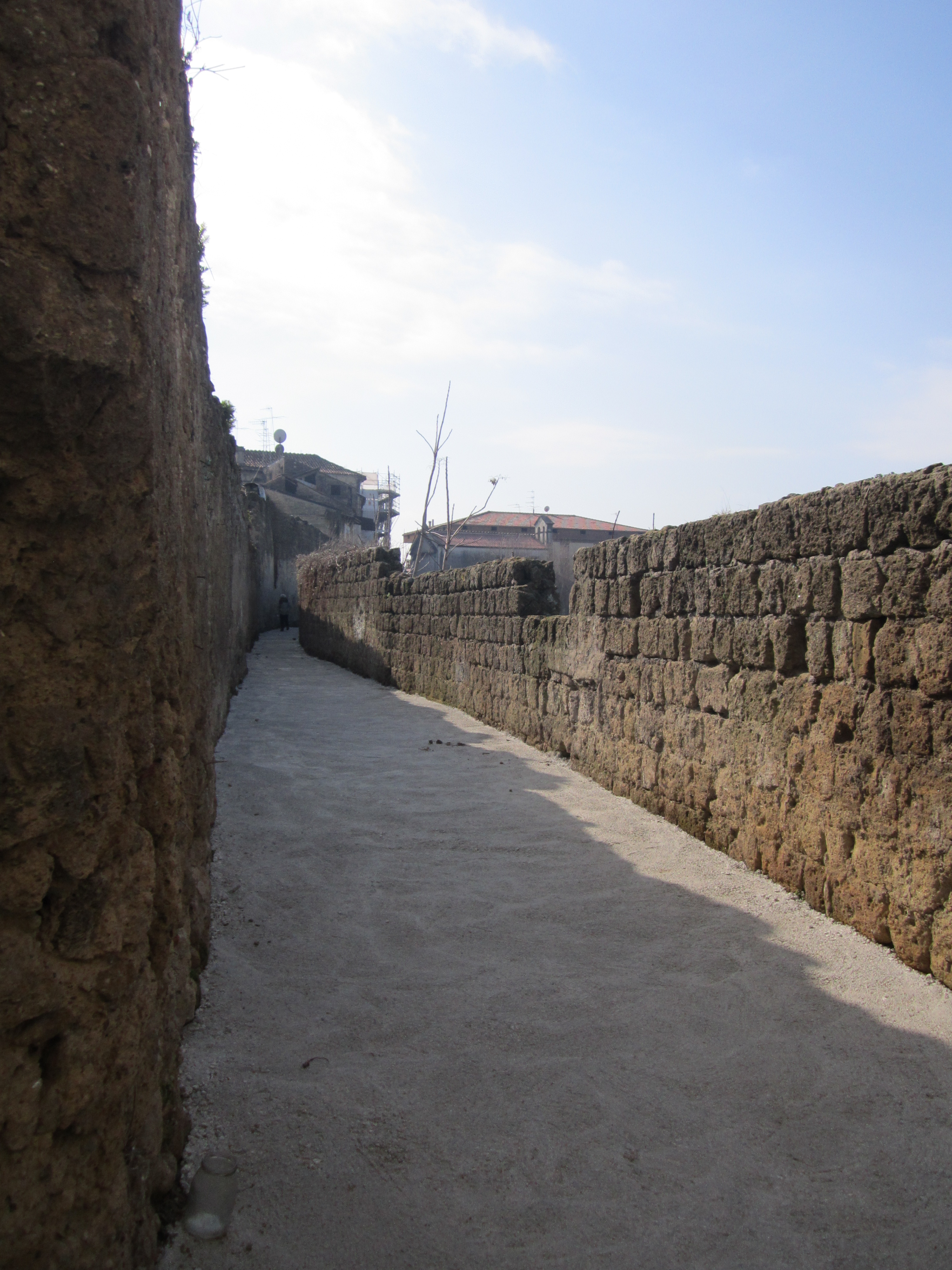
Mura antiche di Aversa
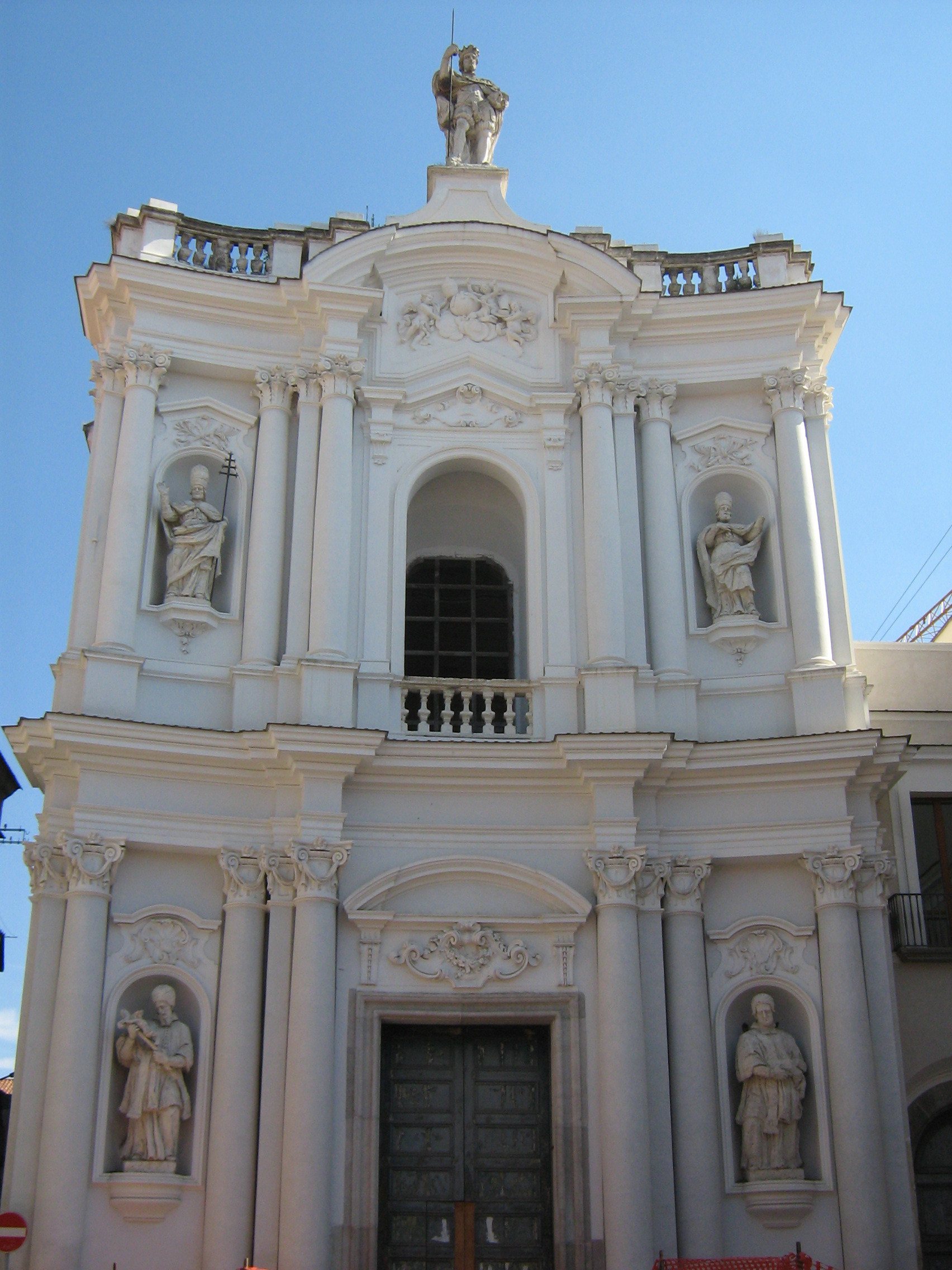
Chiesa di San Domenico

## Società

### Evoluzione demografica
Dati relativi al comune di Aversa fino al 15º censimento generale del 2011.
Abitanti censiti

Aversa è il secondo comune più popoloso della provincia di Caserta, e il primo dell'Agro aversano per popolazione e primo per densità della provincia.

### Etnie e minoranze straniere
I dati ISTAT al 1º gennaio 2016 rilevano una popolazione straniera residente pari a 2 963 persone, rappresentante il 5,6% della popolazione residente ad Aversa. Le comunità maggiormente rappresentate sono le seguenti:
1. Ucraina: 997
2. Marocco: 355
3. Algeria: 285
4. Romania: 204
5. Cina: 148

1. Nigeria: 154
2. Filippine: 52
3. Polonia: 178
4. Russia: 45
5. Ghana: 49

### Lingue e dialetti

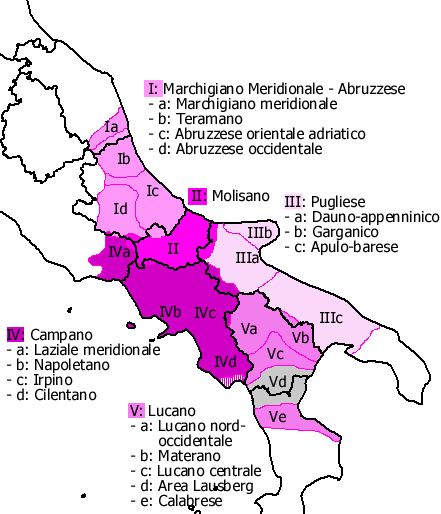
Mappa d'insieme dei dialetti italiani meridionali

Oltre alla lingua italiana, ad Aversa si parla il napoletano, un idioma romanzo derivato dal latino.

### Religione
Aversa dall'XI secolo è una delle sedi vescovili suburbicarie della Chiesa cattolica, arcidiocesi suffraganea a quella di Napoli (Vedi diocesi di Aversa).
Ad Aversa hanno sede poi tutti gli uffici della Curia vescovile, ubicata presso al chiesa di Santa Maria a Piazza. In città sono presenti 15 parrocchie tutte appartenenti alla Forania di Aversa.
Un movimento particolarmente sviluppato ad Aversa, e nell'Agro aversano, è quello dei Testimoni di Geova. La comunità conta oltre 1 500 aderenti. Ad Aversa è presente anche una Chiesa Cristiana Evangelica Nuova Pentecoste, appartenente alla Federazione delle Chiese Pentecostali d'Italia. Le altre minoranze religiose, incluse quelle degli immigrati, non dispongono di luoghi di culto.
Ad Aversa hanno sede numerosi istituti religiosi:
- Comunità Frati Minori Conventuali
- Ancelle del Sacro Cuore di Gesù
- Discepole di Santa Teresa del Bambino Gesù
- Figlie di Nostra Signora del Sacro Cuore
- Missionarie catechiste del Sacro Cuore
- Sorelle dei poveri di Santa Caterina da Siena
- Clarisse Cappuccinelle
- The Missionary Congregation of The Evangelizing Sisters of Mary

### Tradizioni e folclore
Aversa è una città caratterizzata da una moltitudine di tradizioni, principalmente religiose. Un importante evento è quello legato alle celebrazioni della Madonna di Casaluce (patrona della città e diocesi di Aversa), dal nome del vicino comune in cui è conservata per otto mesi l'anno. L'immagine della madre di Dio, che secondo la tradizione è opera del pennello di San Luca, venne da Gerusalemme a Carlo d'Angiò nel 1277 e fu da questi collocata, insieme con due idrie nelle quali Gesù avrebbe operato alle nozze di Cana il miracolo della conversione dell'acqua in vino, nel Castello Angioino di Aversa, situato fuori le mura della città, nel borgo detto del Mercato vecchio, ove si trova l'attuale Santuario di Maria SS. di Casaluce Regina della Famiglia. Sistemata in seguito nel castello di Casaluce, mutato in sacro chiostro da Raimondo del Balzo, la sacra immagine fu da allora detta di Casaluce e sotto questo titolo viene onorata da oltre otto secoli. A giugno con la consegna dell'icona (15 giugno ore 18:00) inizia la tradizionale Peregrinatio Mariae: la Madonna per una settimana percorre le strade della città, dove è accolta dal popolo devoto che prepara le strade in suo onore. È un momento di grazia per tutte le famiglie aversane, infatti nel santuario aversano, Maria ha il titolo di "Regina della famiglia". Durante la II settimana di settembre, invece, sono programmati i festeggiamenti con appuntamenti liturgici (come le celebrazioni solenni e la processione) e eventi ludici. Durante l'arco dei festeggiamenti nelle strade del centro vengono allestite le tradizionali luminarie, principale caratteristica di una festa patronale nel sud Italia, le serate sono allietate da esibizioni canore e spettacoli vari di festa, di cultura, di fuochi pirotecnici, i quali insieme al suono festoso delle campane del santuario allietano i giorni di festa. Il 15 ottobre, l'Icona viene accompagnata solennemente in processione al confine Aversa-Casaluce in Borgo San Lorenzo. Viene consegnata alla città casalucese alle 12:30 dove resta fino al 15 giugno dell'anno seguente.
Tra gli altri avvenimenti di natura ludico-religiosa e rassegne prettamente folcloristiche che si svolgono durante l'anno coinvolgendo la popolazione locale ci sono:
- processione del Santo Patrono, san Paolo, 25 gennaio
- feste in alcuni chiostri della città come nel chiostro di Sant'Antonio da Padova
- processione della Madonna Addolorata (la "ricca" chiamata dagli aversani) che si venera alla parrocchia del rione Savignano, la IV domenica di Quaresima (3 domeniche prima di Pasqua)
- processione della Madonna Addolorata (la "povera"chiamata dagli aversani) che si venera nella rettoria di San Rocco, la V domenica di Quaresima (2 domeniche prima di Pasqua)
- sfilate di quadri e fujenti presso le diverse edicole devozionali dedicate alla Madonna dell'Arco, Lunedì in Albis e Domenica in Albis
- Peregrinatio Mariae della Madonna di Casaluce, dal 15 giugno al 21 giugno
- processione di San Giovanni Battista, il 24 giugno al rione Savignano
- festa e processione San Lorenzo, il 10 agosto, al rione omonimo
- festa della Madonna della Libera, Iª domenica di settembre, presso il rione Borgo San Lorenzo[44]
- festa Patronale della Madonna di Casaluce, attorno al secondo fine settimana della II domenica di Settembre (in genere dall'8 al 12 settembre)
- Solenne Processione di consegna della Madonna di Casaluce il 15 ottobre

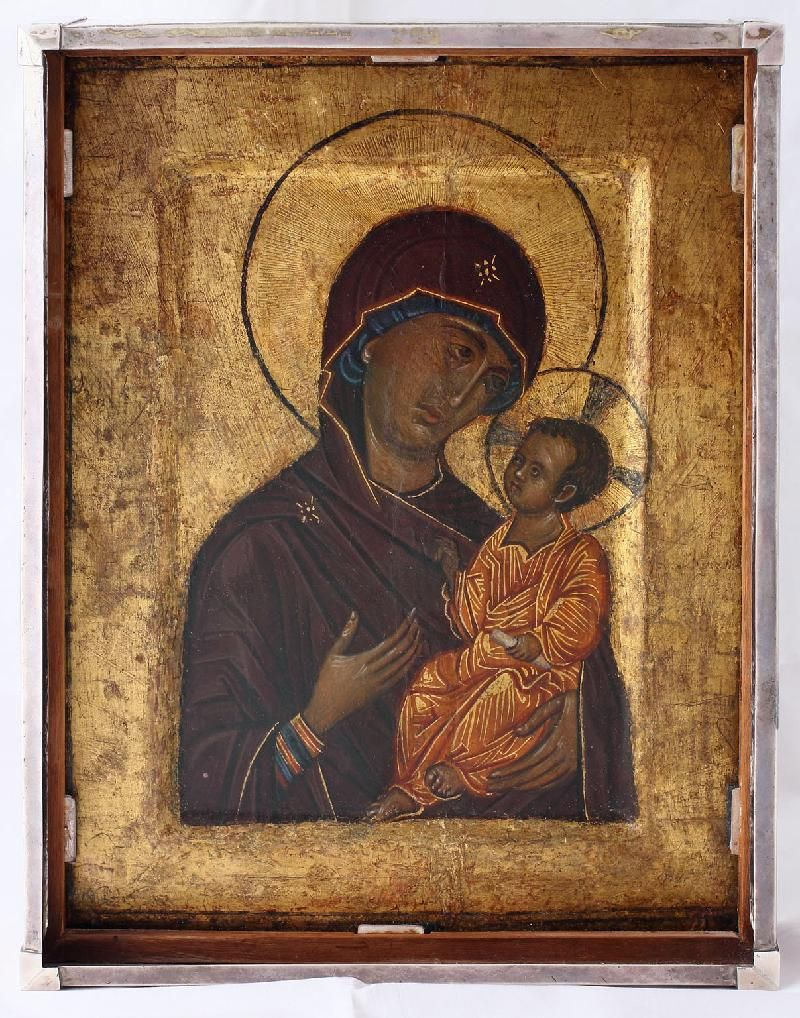
Icona della Madonna di Casaluce, patrona della città e diocesi di Aversa.

### Istituzioni, enti e associazioni
Nella città sono presenti vari uffici di amministrazioni civili, come:
- Sede Territoriale INPS[45]
- Sede Territoriale INAIL[46]
- Sede Territoriale Croce Rossa Italiana
- Sede Territoriale Protezione Civile
- Sede del tribunale ordinario Napoli Nord, presso il castello angioino, con competenza territoriale sui comuni dell'agro aversano ed alcuni della città metropolitana di Napoli.[47]
- Sede Agenzia delle entrate[48]
- Sede Territoriale Asl Caserta
- Comando dell'Arma dei Carabinieri
- Comando della Guardia di Finanza[49]
- Commissariato della Polizia di Stato[50]
- Distaccamento del Corpo Nazionale dei Vigili del Fuoco[51]
- Sede Distretto Scolastico Provinciale 15[52]

È presente anche un presidio ospedaliero, l'unica in tutto l'Agro aversano, ovvero l'ospedale civile San Giuseppe Moscati. L'ospedale psichiatrico giudiziario Filippo Saporito ha invece cessato la sua attività nel 2015.

## Cultura

### Istruzione

#### Biblioteche
Aversa dispone di quattro biblioteche:
- La biblioteca comunale Gaetano Parente, fondata nel 1876, ha sede presso il rinascimentale Palazzo Gaudioso. Conta un patrimonio librario di oltre 18 000 volumi. Sono inoltre conservati preziosi manoscritti risalenti al XV secolo e XV secolo;[55]
- La biblioteca Seminariale Paolo VI, è situata nel Seminario Vescovile. Qui sono conservati circa 20 500 volumi, 100 manoscritti, 100 periodici ed opuscoli.[56]
- La biblioteca del Dipartimento di Architettura - Luigi Vanvitelli dell'Università degli Studi della Campania Luigi Vanvitelli, (in precedenza facoltà universitaria) fondata nel 1995 ed è ospitata nell'edificio monumentale del Monastero di S. Lorenzo ad Septimum. Qui sono conservati circa 5 000 volumi ed opuscoli, 80 periodici e 5 CD-ROM.[57]
- La biblioteca del Centro Ricerche e Studi sulla Psichiatria e le Scienze Sociali “Le Reali Case dei Matti” è ospitata nell'ex ospedale psichiatrico Santa Maria Maddalena. Qui sono conservati circa 6 000 volumi tra monografie e riviste specializzate. Il materiale conservato è principalmente di carattere religioso e medico scientifico.[58]

#### Scuole
Hanno sede ad Aversa numerose scuole di ogni ordine e grado, di cui 31 dell'infanzia, 23 primarie e 6 secondarie di primo grado.
La città ospita molti istituti di istruzione secondaria superiore:
- Liceo Classico "Domenico Cirillo"; fondato nel 1863, iniziò a funzionare come Scuola Tecnica e Liceo, l'unico dell'Agro aversano. Nell'anno scolastico 2013-2014 è stato aperto anche il corso di Liceo Musicale.
- Liceo Scientifico "Enrico Fermi"; fondato nel 1967, nasce come nuovo indirizzo del Liceo Classico Domenico Cirillo. La sede iniziale era nei locali del Convento dei Carmelitani. Nel frattempo il Liceo “E. Fermi” nel 1972 diventa autonomo; nel 1980 la sede fu trasferito nella sede che lo ospita attualmente, in via Enrico Fermi.
- Liceo Scientifico "Giancarlo Siani"; fondato nel 2008 come succursale del Liceo Scientifico "Enrico Fermi", la sede iniziale era nei locali di un ex condominio in Viale Della Libertà. Nel 2015 la sede fu trasferita nella definitiva, che lo ospita attualmente, in Viale Europa. Inoltre al Indirizzo Scientifico è stato aperto anche il corso di Liceo Linguistico.
- Liceo Statale "Niccolò Jommelli"; fondato nel 1903, iniziò a funzionare come Istituto Magistrale. Nell’anno scolastico 2010-2011 si è trasformato in Liceo delle Scienze Umane. Nel corso degli anni si sono aggiunti nuovi percorsi di studio tra cui: Liceo Scientifico, Liceo Linguistico e Liceo Sportivo.
- Liceo Artistico "Luca Giordano"; fondato nel 1973, la sede iniziale nel complesso di San Francesco; successivamente è stato collocato nel Complesso di San Anna, in piazza Magenta.
- ISIS "Osvaldo Conti", fondato agli inizi dell'Ottocento, iniziò a funzionare come Scuola Tecnica e la sua vecchia sede era nel Complesso Monumentale di San Lorenzo. Ora è un Istituto Professionale, Tecnico e Liceo Coreutico Danza e Teatro con sede in via Enrico De Nicola.
- ISIS "Alessandro Volta"; fondato nel 1964 nasce come succursale dell'ITIS "Volta" di Napoli diventando a gestione amministrativa autonoma il 1º ottobre 1964, la sede iniziale era in Via Gramsci dagli anni 2000 si è trasferito negli nuovi locali in Via della Archeologia. Nel corso degli anni si sono aggiunti nuovi percorsi di studio tra cui: Elettronica ed Elettrotecnica, Informatica e Telecomunicazioni, Trasporti e Logistica, Meccanica e Odontotecnico.
- ITS “Carlo Andreozzi”
- ITE "Alfonso Gallo"
- ISISS "Enrico Mattei"
- IPSIA "Rainulfo Drengot"

#### Università
Dal 1990 Aversa ospita i dipartimenti di ingegneria e architettura e disegno industriale dell'Università degli Studi della Campania Luigi Vanvitelli.

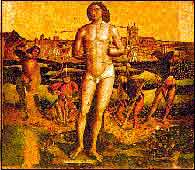
Martirio di S. Sebastiano di Angiolillo Arcuccio

#### Musei
Il  museo diocesano è ospitato nel Deambulatorio del duomo di Aversa. Costituito nel 1995, conserva il patrimonio artistico liturgico della cattedrale. Il museo contiene argenti sacri del Seicento e del Settecento di importanti botteghe napoletane - tra cui quella dei Guarriniello - diversi documenti di epoca normanna, la Madonna con il Gonfalone - tela datata e firmata da Francesco Solimena e considerata un "exemplum" del pittore di Canale di Serino - nonché alcune tavole della seconda metà del Quattrocento di Angiolillo Arcuccio, tra cui il celebre Martirio di San Sebastiano del 1480-1485 circa. Inoltre è presente l'importante lastra marmorea dell'XI secolo San Giorgio e il drago, tra le poche sculture preromaniche presenti nell'Italia meridionale. Da segnalare anche il civico museo di storia militare

### Media
- Nero su bianco (in precedenza Aversa news), quindicinale gratuito
- Osservatorio Cittadino, quindicinale gratuito

### Teatro

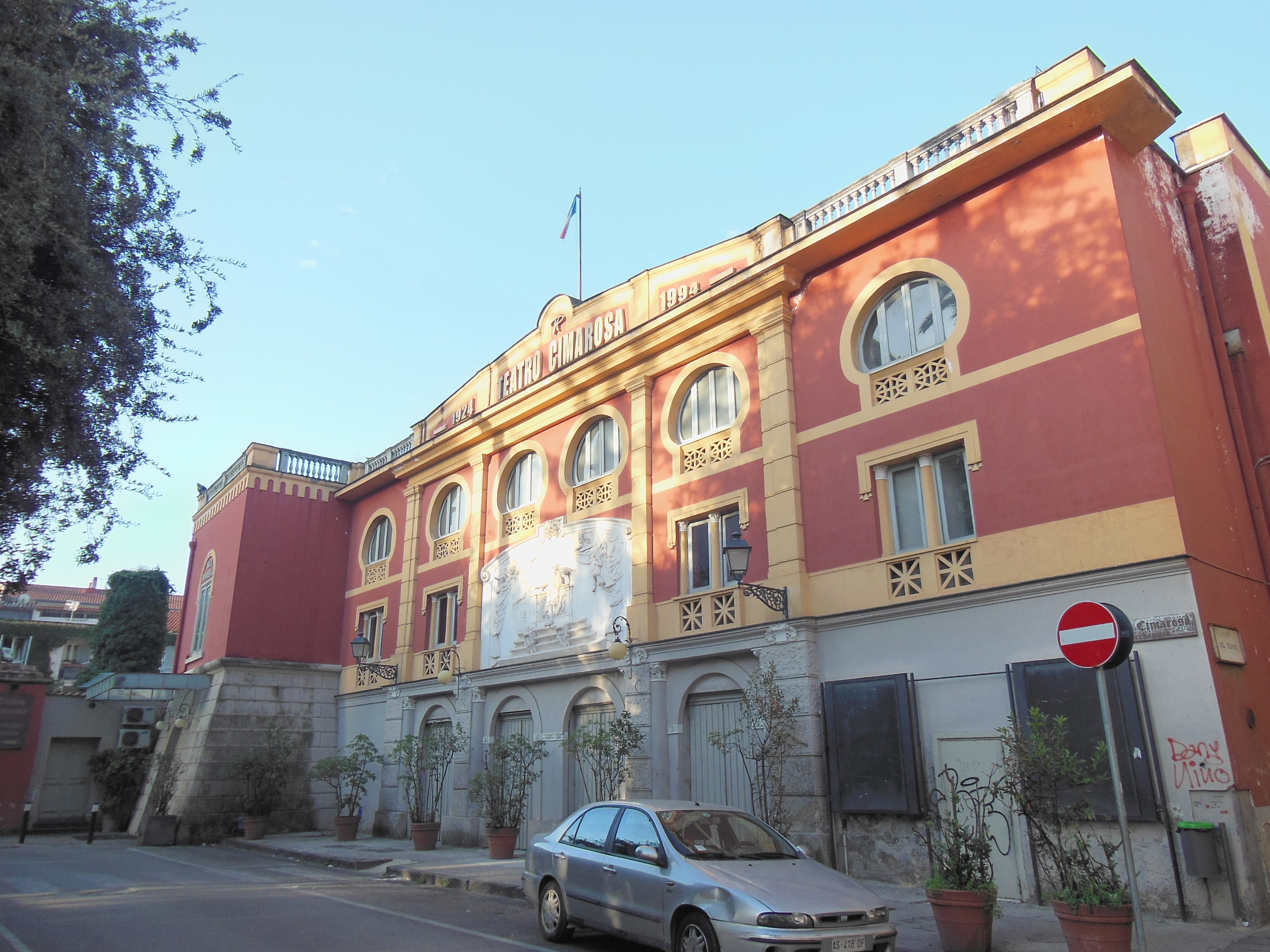
Teatro Domenico Cimarosa

Il Teatro Domenico Cimarosa deve il suo nome al musicista aversano Domenico Cimarosa ed è situato in vicolo del Teatro. Nato nel 1889 come teatro in legno nell'attuale piazza Principe Amedeo. Nel 1924, Giuseppe Romano lo fece edificare in tufo e cemento armato nell'attuale sede. La facciata presenta due ordini di finestre, di cui il superiore ad arco moresco, che adornano un bassorilievo simile al monumento a Domenico Cimarosa posto nella piazza antistante la stazione ferroviaria di Francesco Jerace, con stemmi e simboli musicali. In stile liberty, ha la forma di ferro di cavallo ed è sormontato da una cupola circolare affrescata da Arnaldo De Lisio negli anni venti con allegorie inneggianti agli insigni musicisti aversani, Domenico Cimarosa e Niccolò Jommelli e decorazioni di Antonio Giametta. Dal 1927 sino agli anni settanta viene gestito da Emilia Della Valle, madre dell'attuale proprietario. Negli anni settanta e ottanta divenne famoso come a cinema a luci rosse. Successivamente viene acquisito da Renato Virgilio che lo ha restaurato. La struttura funge anche da cinema, offre rappresentazioni teatrali e musicali, ospita convegni politici e iniziative socio-culturali.
Altra struttura è il Cinema Vittoria, utilizzato anche come sala cinematografica.

### Musica
Dal 1999, si tiene ogni due anni il concorso flautistico internazionale "Domenico Cimarosa", premio Rotary Terra Normanna, nella prima decade di dicembre. Presidenti di giuria, tra gli altri, sono stati il compositore argentino, con nazionalità italiana, già premio Oscar Luis Bacalov, il compositore Stelvio Cipriani e il flautista francese Maxence Larrieu. Nell'edizione tenutasi nel 2011 hanno partecipato 101 giovani musicisti provenienti da 46 nazioni, in rappresentanza di tutti i continenti. Nell'ultima edizione, tenutasi dal 2 al 4 dicembre 2015, ha vinto, dopo dieci anni dall'ultima vittoria (nel 2005 vinse Paolo Taballione), un italiano: Carmineluigi Amabile. Seconda classificata da Taiwan, la flautista Chia Wen-Ou, terza la polacca Marianna Zolnacz. Dal 2004, si tiene il Concorso nazionale per sole cantautrici "Bianca d'Aponte", presso il Teatro "Domenico Cimarosa" dal 22 al 23 ottobre. Dal 2010 si è tenuto il Premio Domenico Cimarosa, che ha premiato quanti nel mondo hanno interpretato le musiche e le opere del grande compositore del 700. Tra questi vogliamo ricordare Roberto de Simone, Alberto Zedda, Maria Grazia Schiavo, Carmine Monaco, Bruno de Simone, Rosanna Savoia. 
Aversa vanta anche una grande tradizione in campo jazzistico per essere sede, dal 1981, del Jazz Club Lennie Tristano, intitolato al pianista caposcuola del cool jazz la cui famiglia era originaria di Aversa, uno dei più noti jazz club d'Europa e che in oltre quaranta anni di attività ha portato in città numerosi grandi jazzisti, in oltre quattrocento concerti. A Lennie Tristano, nel 1989, nel decennale dalla sua morte, è stata intitolata una strada cittadina, prima in Italia dedicata ad un jazzista.

### Cinema
Nel 1976 fu girata ad Aversa parte del film Pasqualino Settebellezze, diretto da Lina Wertmüller e interpretato da Giancarlo Giannini, che ai Premi Oscar del 1977 ricevette 4 nomination.

### Eventi
- Festival Jommelli-Cimarosa: Si svolge tra Giugno a Settembre nei vari luoghi simbolo di Aversa si svolgono delle settimane internazionali di musica dedicati agli compositori Aversani.[64]
- Premio Bianca D'Aponte: Si svolge tra Luglio e Ottobre Premio nato dalla associazione omonima per dare alle cantautrici italiane emergenti un'opportunità per esprimere la propria arte, Inoltre è l'unico concorso italiano riservato a cantautrici.[65][66]

### Cucina
La cucina aversana deriva dalla cucina napoletana con variazioni che le danno un'impronta tipicamente agricola. È una cucina sbrigativa e senza complicate manipolazioni, ma saporita e gustosa nello stesso tempo per la semplicità e naturalezza dei suoi ingredienti. Non mancano però piatti di maggiore impegno. Tra gli antipasti si possono collocare la Pizza di scarola, "l'insalata di fagioli", le "mulignane a fungetiello", il Tortano e il Casatiello. Tra i primi piatti abbondano le paste asciutte con condimenti tra i più diversi e nuovi. I Maccheroni sono senza dubbio il piatto forte della cucina aversana. I modi di cucinarli sono molti: si va dai "maccarune case e pepe" a i "maccarune aglio e uoglio". Molto gustato è un piatto tipico aversano lo "scarpariello" (bucatini al sugo piccante). Tra i primi piatti vi sono i minestroni di verdura o la pasta preparata con gli ortaggi. La carne è il piatto più importante delle cucine e si presta ad un'infinità di preparazioni: la polpetta o il polpettone, le braciole al sugo, la carne alla pizzaiola, il soffritto di maiale, gli "stentenielli" (interiora di agnello o capretto). Tradizione ancora in auge vuole che il giorno del Santo Patrono San Paolo si consumino polpette di carne e lasagne fatte in casa. L'ingrediente per eccellenza per la cucina aversana è sicuramente la mozzarella. Nelle bevande molto famoso è il vino Asprinio D.O.C.. Nella pasticceria il dolce tipico aversano è la polacca.

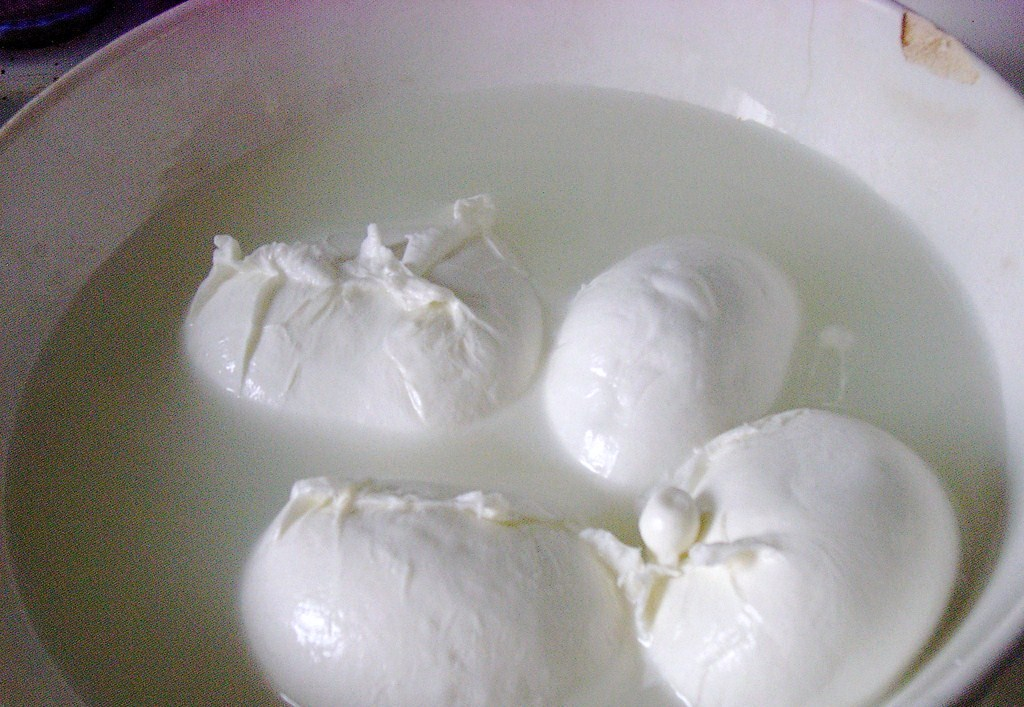
Mozzarella di bufala

#### Formaggi freschi
I formaggi aversani sono per lo più di origine bovina, data la diffusione dell'allevamento delle bufale da latte. Tra i formaggi freschi il più rinomato è la mozzarella di bufala campana, di produzione cittadina. Altri formaggi sono la ricotta e la provola affumicata.

#### Dolci

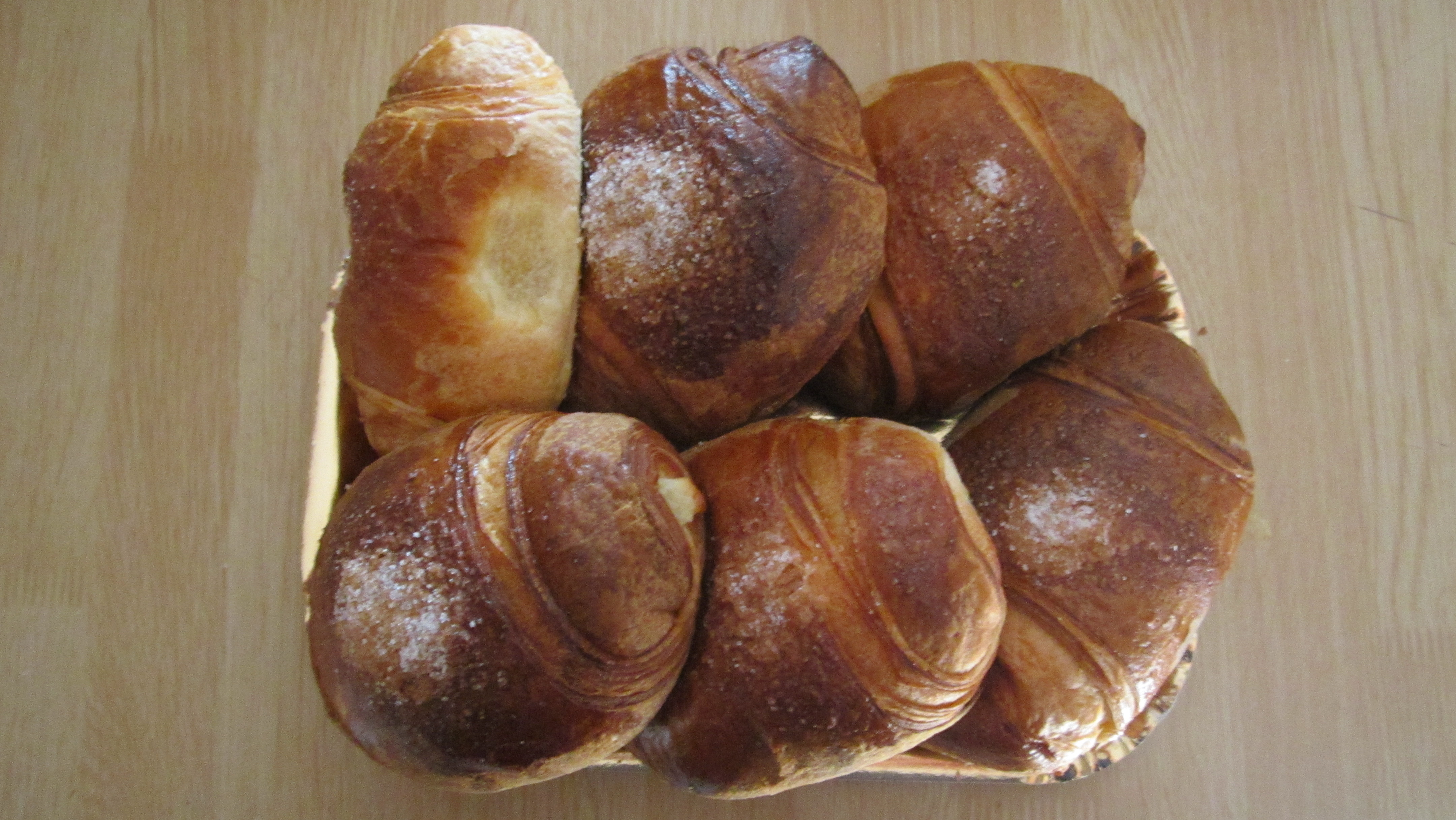
Polacca, dolce tipico aversano

Aversa ha sempre avuto una tradizione di grandi pasticcieri. I dolci tipici sono la polacca e la pietra di San Girolamo. La prima, disponibile in due formati - torta (la "torta polacca") e monoporzione, è fatta di pasta lievitata (nel cui impasto è aggiunta fecola di patate), crema pasticcera e amarene. La seconda è una sorta di croccante fatto con mandorle tostate, zucchero e cioccolato creato dalle suore dell'ex convento di San Girolamo. "Il Santo eremita, non potendosi rifiutare di dare il nome ad un dolce, pretese che avesse la consistenza e la forma della pietra sulla quale scriveva la Vulgata, per mitigare gli eccessi di gola dei consumatori."

#### Vino
Nel territorio di Aversa è possibile produrre il vino Aversa Asprinio D.O.C., estremamente secco e asciutto.

## Geografia antropica

### Urbanistica
L'abitato di Aversa rivela nella sua struttura urbanistica due differenti fasi di sviluppo:
- il nucleo normanno di fondazione (XI secolo) a pianta radiocentrica, formato da strade anulari e radiali con al centro la Cattedrale di San Paolo.
- la struttura ortogonale del quartiere Lemitone (XVII secolo) posto a sud-est del nucleo primitivo.

Il primo tracciato è ancora oggi riconoscibile nell'anello stradale composto da via S. Domenico, via Sellitto, via Domenico Cirillo, via S. Nicola, via S. Marta, successivamente ampliato per comprendere anche i borghi di nuova formazione. Questa seconda cerchia muraria, che si snodava lungo via S. Maria La Neve, via S. Francesco di Paola, via S. Andrea, via Domenico Cimarosa, via Golia e via Rainulfo Drengot, continuò a rispettare la struttura radiocentrica dell'originario schema urbanistico, congiungendosi al centro politico e religioso della città, con tracciati stradali radiali. Durante il periodo angioino furono ampliate le mura cittadine (1382) e l'apertura (1303) di una nuova importantissima arteria, la via Nuova (le attuali via Saporito e via Roma), che, favorendo lo sviluppo verso sud, conferirà un nuovo aspetto alla città, avviando la dissoluzione dello schema radiale medioevale. Tra il XVI secolo e il XVII secolo la realizzazione del quartiere Lemitone, secondo uno schema quadrilatero con strade che si incrociano ad angolo retto, tagliate da una diagonale (via Orabona), assestò il definitivo colpo di grazia al vecchio impianto urbano. Il Lemitone, il cui perimetro è rappresentato da via Magenta, via Roma, via Belvedere e via Costantinopoli, ripete lo schema dei Quartieri Spagnoli di Napoli, fatti realizzare oltre mezzo secolo prima dal viceré spagnolo don Pedro de Toledo. Tra la fine dell'Ottocento e la prima metà del Novecento altre consistenti modifiche furono apportate alla struttura della città, dall'apertura di nuove arterie stradali e dall'abbattimento di molti edifici conventuali e civili in abbandono. Tra le più significative, la realizzazione di Piazza Marconi (1928) e Piazza Municipio (1937), che sorgeranno rispettivamente nell'area degli ex-conventi di S. Girolamo e S. Francesco d'Assisi ed il sistema vie (Mazzini-Diaz-Garibaldi) e piazze (Mazzini-Vittorio Emanuele-Municipio) che collega la stazione ferroviaria con Piazza Municipio.

### Suddivisioni storiche
In epoca medievale la città contava sei rioni: S. Croce, S. Girolamo, S. Antonio, S. Andrea, S. Maria a Piazza e S. Nicola, che con il borgo fuori le mura di S. Lorenzo ed altri sette sobborghi, formavano tanti piccoli universi cittadini.

### Quartieri
La città di Aversa è geograficamente molto estesa, non solo demograficamente. Il popolo aversano ha considerato le varie zone della città come rioni e quartieri. Ecco i principali:
- Rione San Giovanni.
- Rione Savignano.
- Rione Costantinopoli.
- Rione Lemitone.Illustrazione della statua della Madonna Addolorata che si conserva nella Chiesa rettoria di San Rocco ad Aversa.

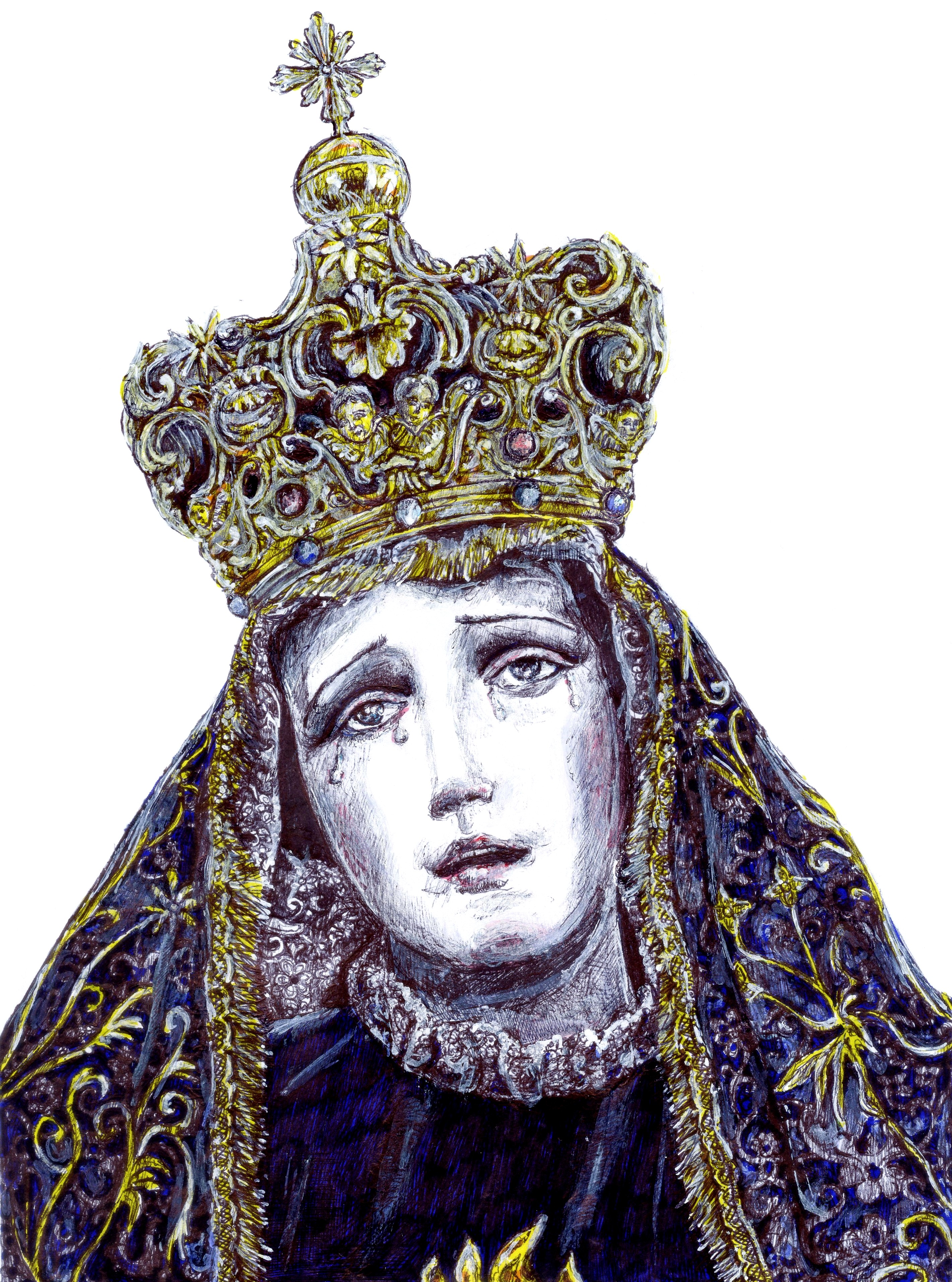
Illustrazione della statua della Madonna Addolorata che si conserva nella Chiesa rettoria di San Rocco ad Aversa.

- Borgo San Lorenzo. (si estende per una zona ad Aversa e per un'altra a Casaluce)
- Quartiere Ferrovia.
- Rione Bagno. (si estende fino alla vicina Cesa)
- Rione Zona 167.

### Frazioni, località e contrade

#### Ponte Mezzotta
Ponte Mezzotta è una frazione presente nella città di Aversa. Si trova a sud-est ed è poco estesa. Ospita molti edifici moderni. È presente anche la località Borgo San Lorenzo condivisa con il comune di Casaluce, che si differenzia dall'omonimo quartiere essendo fuori dalle mura aversane, è nota per l'Abbazia di San Lorenzo fuori le mura risalente all'anno 1000.

## Economia

### Agricoltura

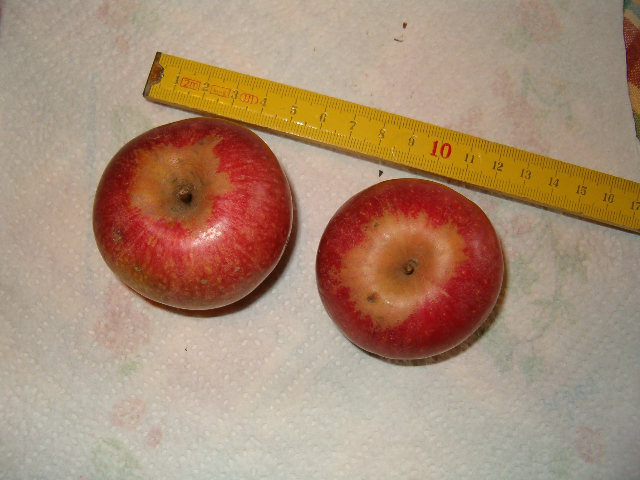
Mela annurca

Le campagne aversane hanno accolto generosamente popolazioni diverse, dedite prevalentemente all'agricoltura che ha costituito, nel tempo, la base dell'economia dell'intera zona. Prodotti diversi, dalle granaglie alla frutta rappresentano un sostentamento per migliaia di famiglie. A partire dai prodotti ortofrutticoli, come le pesche, l'uva asprinio e le mele annurche.
Dal colore rosso-violaceo e dalla polpa tenera zuccherino-acidula, sono mele molto gustose e richieste, prodotte da alberi di medio fusto, i cui filari ben allineati possono essere visti, oltre che nel territorio aversano, anche in quelli dei vicini centri di Giugliano, Qualiano e di Valle di Maddaloni. Sono frutti che si conservano a lungo, a temperatura ambiente e che possono essere trovati in tutte le stagioni dell'anno, tranne che per il periodo estivo.

### Industria e servizi
Aversa, nel panorama provinciale e regionale è un importante polo produttivo con un'ASI (agglomerato ASI Aversa nord) esteso su una superficie di 650 000 m², che coinvolge anche i comuni di Carinaro, Gricignano e Teverola, territorio in cui coesistono i distretti del tessile e calzaturiero, delle produzioni tecnologiche, affiancate dalla filiera lattiero casearia e dalle colture ortofrutticole. Il polo produttivo aversano è legato attraverso il distretto industriale (tessile, abbigliamento e conciario) di Grumo Nevano. Esso interessa 13 comuni della provincia di Caserta e 7 della città metropolitana di Napoli, con 1187 dipendenti al 2008.
In città aveva sede la Texas Instruments Incorporated, chiusa nel dicembre del 1998.

### Artigianato
Aversa fa parte del distretto campano della calzatura che si concentra in massima parte nell'area aversana-grumese e nella cosiddetta "cittadella aversana" o polo calzaturiero di Teverola. Nel dopoguerra al sistema di aziende già collaudato nel settore tessile-abbigliamento si affiancarono i primi calzaturifici a conduzione familiare-artigianale, fonte di straordinaria creatività e manualità. Oggi nel Distretto aversano, che raggruppa circa 500 aziende e oltre 3000 addetti, si producono calzature da uomo e da donna di qualità media e medio-fine. Le imprese lavorano soprattutto per conto terzi, ma alcune esportano anche all'estero con un proprio marchio. Altri settori artigianali sono la lavorazione del ferro battuto e della falegnameria.

### Turismo
La vicinanza della città di Aversa con Napoli e Caserta rappresenta da una parte un'opportunità per l'affluenza turistica ma d'altra parte può risultare penalizzante. Aversa possiede notevoli potenzialità turistiche, che sono state incentivate negli ultimi anni, come alcune iniziative e alcuni progetti, come Aversa Città d'Arte e Estate ad Aversa, tendono a promuovere il settore turistico.

## Infrastrutture e trasporti

### Strade
La città è attraversata dalla Strada provinciale 335 dei Ponti della Valle (ex SS 265) che si collega la SS 87 (ex strada statale 87 Sannitica NC) e alla Strada statale 162 NC Asse Mediano, alla quale si accede tramite 2 svincoli:
- Aversa nord-San Marcellino: immette sulla Strada Provinciale 17 Aversa-Villa Literno, collega la zona nord e i comuni limitrofi e alla facoltà di Architettura dell'Università degli Studi della Campania Luigi Vanvitelli.
- Aversa sud-Lusciano: porta su viale Olimpico, a Lusciano, alla zona sud, a via Vito di Jasi che da lì porta all'ospedale civile e alla variante di Aversa (Ex SS 7 bis).

Inoltre lungo la Strada Statale 162 NC Asse Mediano, a pochi chilometri dai confini comunali, esiste uno svincolo chiamato "Aversa-Melito" che esce sulla ex SS 7 bis di Terra di Lavoro.
Altre strade degna di nota sono il tracciato storico della SS 7 bis, che attraversa Aversa (viale della Libertà e via John Fitzgerald Kennedy) da nord (provenendo da Capua) a sud in direzione Melito di Napoli e Napoli e poi la Strada Provinciale 17 Aversa-Villa Literno, che collega Aversa con Villa Literno in direzione ovest.
Le strade provinciali che attraversano il territorio comunale sono:
- Strada Provinciale 1 Aversa-Cesa-Caivano
- Strada Provinciale 33 Aversa-Qualiano-Villa Literno
- Strada Provinciale 50 Cesa-Cimitero Di Aversa-SS.7 Bis
- Strada Provinciale 105 Aversa-Carinaro
- Strada Provinciale 154 Aversa-Lusciano-Trentola
- Strada Provinciale 226 via Limitone

### Ferrovie

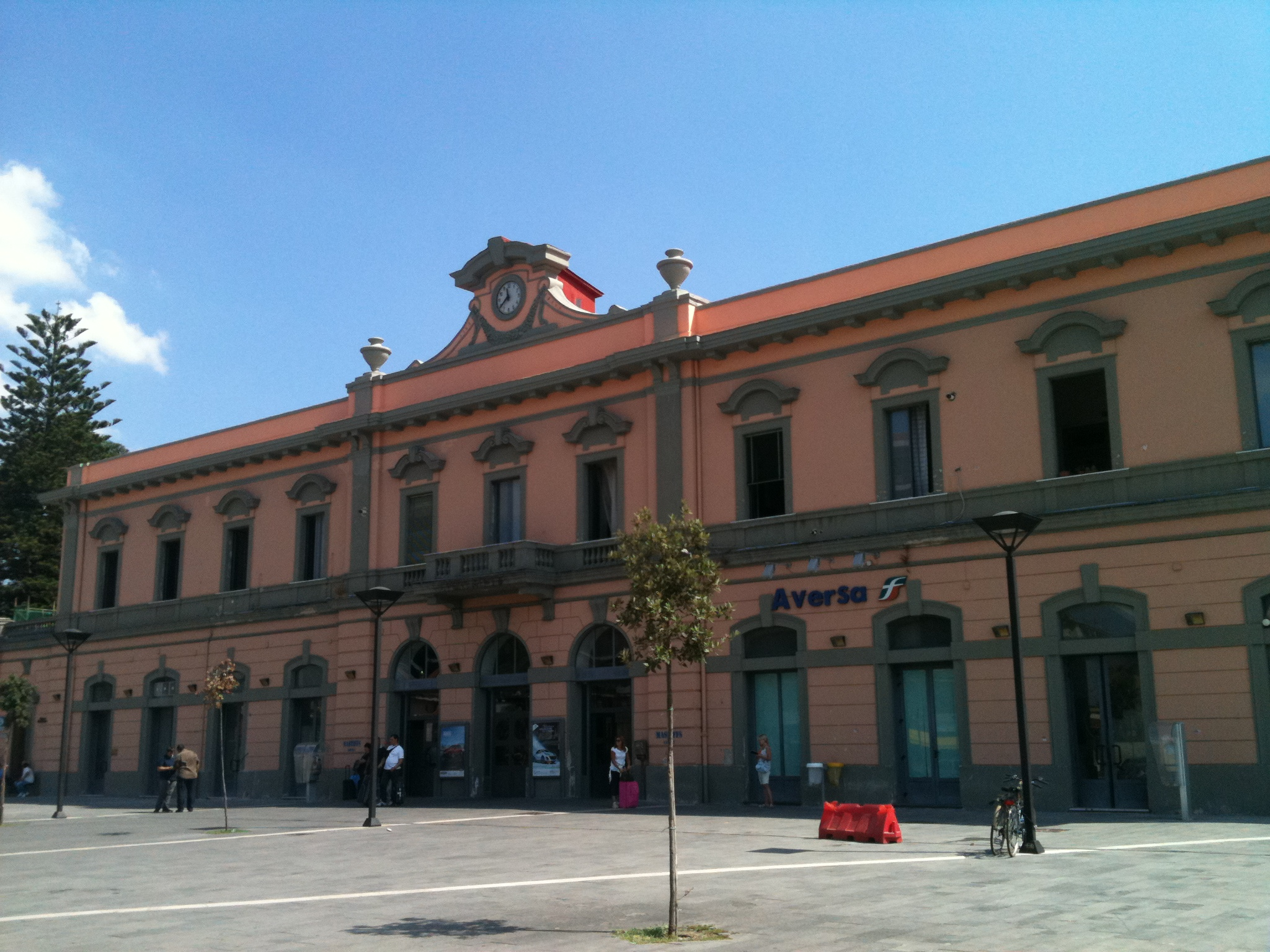
Facciata della stazione ferroviaria di Aversa

Fra il 1882 e il 1959 Aversa era collegata col capoluogo di regione grazie alla tranvia Napoli-Aversa/Giugliano, realizzata ad opera della Société Anonyme des Tramways Provinciaux che nel 1912 inaugurò altresì la Tranvia Aversa-Albanova, a sua volta soppressa nel 1962.
La stazione ferroviaria RFI di Aversa, situata in piazza Giuseppe Mazzini, è una delle stazioni più importanti della Roma-Napoli (via Formia) e della Napoli-Foggia. Fu attivata nel 1867.
In città vi sono due stazioni della metropolitana denominate Aversa Centro e Aversa Ippodromo che sorgono lungo la ferrovia Napoli-Giugliano-Aversa detta anche linea arcobaleno, gestita dall'Ente Autonomo Volturno e avente caratteristiche di metropolitana. Questa fu costruita in sostituzione della cosiddetta ferrovia Alifana bassa, soppressa nel 1976, la quale serviva Aversa con una stazione omonima e una fermata nei pressi dell'ippodromo.

### Mobilità urbana
Il comune era servito da filobus e autobus che svolgono servizi di linea urbani e suburbani a cura della ex CTP.
Dal 2022 è attraversato da bus pubblici AIR Campania (che esercita alcune linee ex CTP).

## Amministrazione
Il comune di Aversa fa parte dell'organizzazione sovracomunale regione agraria n.8 - Piano campano settentrionale.

### Elezione diretta del sindaco (dal 1993)
| Periodo          | Periodo          | Primo cittadino                       | Partito                           | Carica      | Note   |
| ---------------- | ---------------- | ------------------------------------- | --------------------------------- | ----------- | ------ |
| 21 novembre 1994 | 14 dicembre 1998 | Raffaele Ferrara                      | Alleanza dei Progressisti         | Sindaco     | [ 81 ] |
| 14 dicembre 1998 | 3 agosto 2001    | Gennaro Golia                         | DS                                | Sindaco     | [ 81 ] |
| 4 agosto 2001    | 27 maggio 2002   | Giuseppe Urbano                       | -                                 | commissario | [ 81 ] |
| 28 maggio 2002   | 29 maggio 2007   | Domenico Ciaramella                   | FI                                | Sindaco     | [ 81 ] |
| 29 maggio 2007   | 8 maggio 2012    | Domenico Ciaramella                   | FI-PdL                            | Sindaco     | [ 81 ] |
| 9 maggio 2012    | 4 settembre 2015 | Giuseppe Sagliocco                    | PdL                               | Sindaco     | [ 81 ] |
| 5 settembre 2015 | 20 giugno 2016   | Mario Rosario Ruffo                   | -                                 | commissario | [ 81 ] |
| 21 giugno 2016   | 15 febbraio 2019 | Domenico De Cristofaro (detto Enrico) | Lista civica "Forza Aversa" (CDX) | Sindaco     | [ 81 ] |
| 6 febbraio 2019  | 12 giugno 2019   | Michele Lastella                      | -                                 | commissario | [ 81 ] |
| 13 giugno 2019   | 17 ottobre 2023  | Alfonso Golia                         | PD                                | Sindaco     | [ 81 ] |
| 18 ottobre 2023  | 19 giugno 2024   | Gerardina Basilicata                  | -                                 | commissario | [ 81 ] |
| 20 giugno 2024   | in carica        | Francesco Matacena                    | Lista civica "Aversa moderata"    | Sindaco     | [ 81 ] |

### Gemellaggi
- Pratola Serra, dal 2010[82]
- Alife, dal 2010[83]
- Bray-Dunes[senza fonte]
- Assisi[senza fonte]
- Bisceglie[84]
- Frattamaggiore[85]
- Betlemme[senza fonte]
- Marino

## Sport

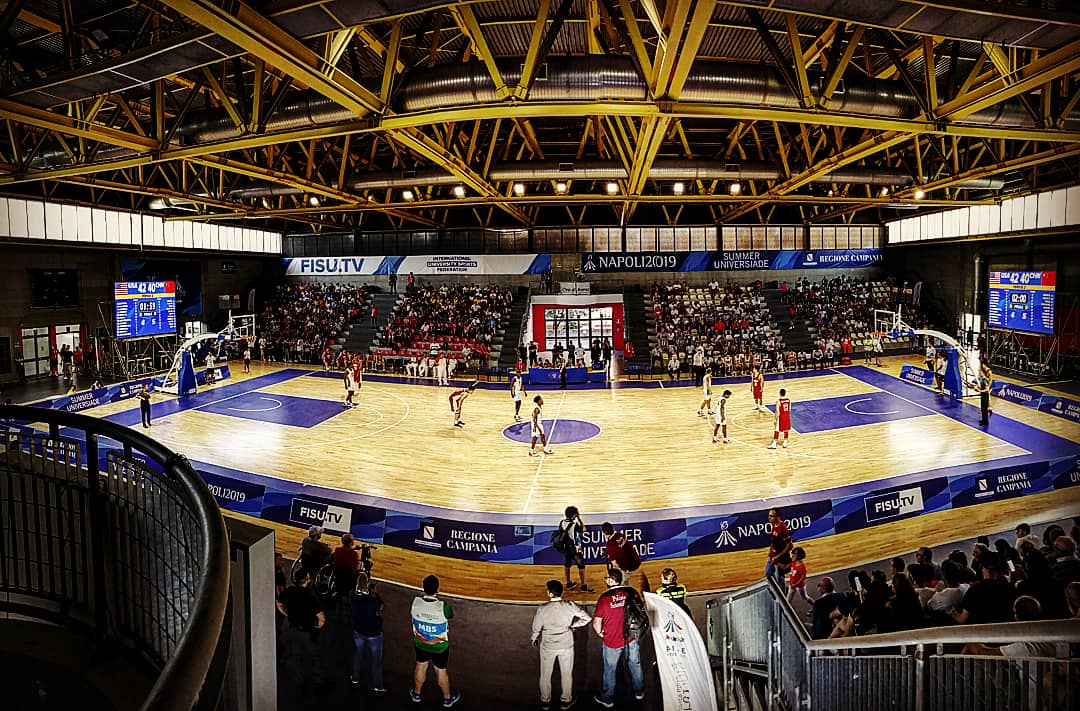
Il campo di basket locale.

### Calcio
La principale squadra calcistica cittadina è storicamente la Real Agro Aversa, fondata nel 1925, che milita nel campionato di Eccellenza Campania. Gioca nello Stadio Augusto Bisceglia di Aversa. La seconda squadra calcistica cittadina è la società dilettantistica Aversa Football Club, che disputa il campionato di Prima Categoria Girone A in Campania nella stagione 2021-2022. Gioca nello Stadio Comunale di Lusciano.

### Calcio a 5
La rappresentativa cittadina di calcio a 5, la Futsal Aversa che disputa il campionato di Serie D-Girone C calcio a 5.

### Pallavolo
La città di Aversa ha una forte tradizione di pallavolo e sono presenti diverse squadre: la New Volley Libertas, Volleyball Aversa e Normanni Aversa. La prima squadra cittadina, la Virtus Aversa, milita nel campionato di serie A2.

### Basket
Nella città di Aversa c'è una squadra di basket, la A.S.D Roosters Aversa che al momento è sospesa.

### Atletica leggera
Nell'atletica leggera il comune di Aversa è rappresentato da Arca Atletica Aversa, fondata nel 1969 che organizza la Straversana.

### Tiro con l'arco
È presente l'associazione Arcieri Normanni, di tiro con l'arco, fondata nel 1985, insignita nel 2003 della stella d'oro al merito sportivo per i titoli italiani conseguiti.

### Nuoto
La Accadueo s.r.l è l'unica realtà sportiva di nuoto ad Aversa.

### Eventi sportivi
Nel 1992 si è conclusa ad Aversa l'ottava tappa del Giro d'Italia, vinta da Mario Cipollini. Nel 2000 la seconda tappa della Tirreno-Adriatico, partita da Sorrento si è conclusa in città con la vittoria di Ján Svorada.
Nel 2003 ha inoltre ospitato al PalaJacazzi alcune gare del campionato europeo di calcio a 5.
Dal 3 all'11 luglio 2019 il PalaJacazzi ha ospitato le gare di pallacanestro per la XXX Universiade di Napoli 2019.

### Impianti sportivi
- Stadio Augusto Bisceglia, con 2 565 posti a sedere
- PalaJacazzi
- Ippodromo Cirigliano, si trova nella zona della città destinata agli impianti sportivi, nei pressi del Parco Cerimele. L'area occupata dal comprensorio è di 118 000 m²[90]
- Tensostruttura Comunale[91]